# Mokotów
Mokotów ist ein dicht bevölkerter Stadtbezirk der polnischen Hauptstadt Warschau und Sitz vieler Unternehmen und ausländischer Botschaften. Nur in kleineren Bereichen wurden im Stadtbezirk Industriebetriebe angesiedelt (Służewiec Przemysłowy), auf größeren Flächen sind Parks und andere Grünanlagen angelegt worden.
Obwohl das Gebiet bereits mindestens seit dem frühen Mittelalter besiedelt war, hat es bis 1916 gedauert, bis Mokotów ein Stadtteil von Warschau wurde. Der Name des Gebietes leitet sich vermutlich von dem früheren Dorfnamen Mon Coteau (französisch für Mein Hügel) ab, was sich zu dem seit dem 14. Jahrhundert bekannten Namen Mokotów weiterentwickelt hat. Der größte Teil des Stadtteils wurde erst in den 1920er und 1930er Jahren städtisch bebaut. Mokotów überstand den Zweiten Weltkrieg und die Ereignisse des Warschauer Aufstands auf Grund der Tatsache, dass es den deutschen Besatzungstruppen als exklusives Wohngebiet vorbehalten war, relativ unbeschädigt und gilt im heutigen Warschau als gut erhaltener Stadtteil.
Erwähnenswerte Anlagen und Gebäude im Stadtteil:
- Antoniuskirche
- Betriebshof R-3 Mokotów der Straßenbahn Warschau
- Hafen Czerniaków, ältester Warschauer Flusshafen
- Fort Tsche der Festung Warschau
- Fort M der Festung Warschau
- Galeria Mokotów, ein modernes Einkaufszentrum
- Gefängnis Mokotów
- Handelshochschule Warschau
- Henryk-Palais, ein klassizistisches Palais
- Kraftwerk Siekierki
- Królikarnia-Palast
- Ksawer-Palais, Herrenhaus im ehemaligen Dorf Ksawerów
- Park Morskie Oko
- Polskie Radio i Telewizja, der polnische Rundfunk
- Pole Mokotowskie, ein großer Park
- Palais Sielce
- Szuster-Palais